# Sven-Erik Bucht
Sven-Erik Bucht (ur. 28 grudnia 1954 w m. Karungi) – szwedzki polityk i samorządowiec, działacz Szwedzkiej Socjaldemokratycznej Partii Robotniczej, parlamentarzysta, od 2014 do 2019 minister obszarów wiejskich.

## Życiorys
W 1996 ukończył studia z zakresu zarządzania przedsiębiorstwem na Luleå tekniska universitet. Przed 1991 pracował w różnych zawodach m.in. jako robotnik rolny, dozorca, sprzedawca i nauczyciel muzyki. Został działaczem Szwedzkiej Socjaldemokratycznej Partii Robotniczej. Później był menedżerem w spółdzielniach mieszkaniowych (HSB). Od 2003 do 2010 pełnił funkcję przewodniczącego zarządu gminy w gminie Haparanda.
W wyborach w 2010 i w 2014 uzyskiwał mandat posła do Riksdagu. W utworzonym w 2014 przez socjaldemokratów i zielonych mniejszościowym rządzie Stefana Löfvena objął urząd ministra obszarów wiejskich.
W 2018 został wybrany na kolejną kadencję szwedzkiego parlamentu. W styczniu 2019 zakończył pełnienie funkcji rządowej, zrezygnował następnie z mandatu poselskiego.